# Nurszari
Nurszari (ros. Нуршари) – wieś (dieriewnia) w Rosji, w Mari El, w rejonie wołżskim. W 2021 liczyła 339 mieszkańców.